# Síndrome iemenita de hipopigmentação com surdez e cegueira
A síndrome de hipopigmentação surdo-cega iemenita, também conhecida como síndrome de Warburg-Thomsen, é uma condição causada por uma mutação no gene HMG-box relacionado ao SRY 10 (sem SOX10).
Foi caracterizada em 1990, após ser observada em dois irmãos do Iêmen que apresentavam uma "associação até então não descrita de microcórnea, colobomas da íris e coróide, nistagmo, perda auditiva precoce grave, além de hipo e hiperpigmentação irregular". Algumas fontes afirmam o envolvimento da SOX10.